# زينوجيرس
زينوجيرس (بالإنجليزية: Xenogears)‏ هي لعبة فيديو تقمص أدوار خيال علمي تم إنتاجها في سنة 1998 وتم تطويرها ونشرها عن طريق شركة سكوير لأجهزة بلاي ستيشن وتم إطلاقها في اليابان في يوم 11 فبراير 1998 وفي أمريكا الشمالية في 20 أكتوبر 1998. قصة اللعبة تتكلم عن بطل إسمه فاي فونغ وونغ وعن أبطال آخرين يذهبون في رحلة لكشف حقيقة السحر الموجود في العالم ويكشفون أن ورائها يقف رجال آليون. زينوجيرس حصلت على تقييم 91% في غيم رانكينغز.